# Bloque de Avance (Socialista)
El Bloque de Avance (Socialista), conocido en inglés como Forward Bloc (Socialist), fue un partido político hindú nacido como escisión del Bloque de Avance de la India. El partido existió entre 1996-1998 y operó en el norte de Bengala Occidental. 
En las elecciones al Lok Sabha en 1996 el partido presentó dos candidatos del norte de Bengala Occidental. Hiten Barman de Cooch Behar recibió 145 078 votos (15,56 %) y Mihir Kumar Roy recibió 27 607 votos (3,09 %) en Jalpaiguri. En las elecciones estatales en Bengala Occidental en 1996, el partido presentó 20 candidatos, que alcanzaron 123 316 votos en conjunto. Un candidato resultó electo, Kamal Guha de Dinhata (70 531 votos, 49,58 %).
En las elecciones al Lok Sabha en 1998 el partido fue en alianza con el Partido del Congreso. En dicha ocasión presentó un candidato en Cooch Behar, en el norte de Bengala Occidental, apoyado por la alianza. Dicho candidato, Gobinda Roy, alcanzó el segundo puesto con 272 974 votos (30,16 %). Más tarde el partido se reunificó con el Bloque de Avance de la India.